# Filotreno
Il filotreno è un raro filoveicolo con trazione elettrica e ruote gommate, adibito al trasporto di merci e delle persone addette all'uso ed al trasferimento delle stesse; è costituito da una motrice (il filocarro) che traina un rimorchio ad essa agganciato.

## Storia
La storia di questi mezzi è molto simile a quella dei filocarri, a tutt'oggi assenti in Italia e poco presenti negli stati dell'europa centro-orientale. Sono stati utilizzati in Italia solo nel periodo tra le due guerre mondiali e sempre meno dagli anni cinquanta.

## Norme legislative

### Codice della strada
- Art. 55 Comma 2

«I filoveicoli possono essere distinti, compatibilmente con le loro caratteristiche, nelle categorie previste dall'art. 54 per gli autoveicoli»; quindi i filotreni sono equiparati a quanto stabilito 
per gli autotreni all'articolo 54 del Codice della strada.
- Art. 61 comma 2, ultimo capoverso

«Gli autotreni e filotreni non devono eccedere la lunghezza massima di 18,75 metri in conformità alle prescrizioni tecniche stabilite dal Ministero delle infrastrutture e dei trasporti».